# 정대철
정대철(鄭大哲, 1944년 1월 4일 ~ )은 대한민국의 정치인이다. 제9·10·13·14·16대 국회의원을 지냈다. 본관은 진주이고, 호(號)는 만초(萬初)이다.

## 학력
- 1962년 경기고등학교 졸업
- 1966년 서울대학교 법과대학 학사
- 1969년 서울대학교 대학원 법학 석사
- 1978년 미국 미시건 주립대학교 대학원 정치학 박사

### 명예 박사 학위
- 2004년 건국대학교 명예법학 박사

## 가족 관계
- 아버지 : 정일형 (鄭一亨, 1904년 2월 23일 ~ 1982년 4월 25일)
- 어머니 : 이태영 (李兌榮, 1914년 8월 10일 ~ 1998년 12월 17일)
  - 누나 : 정진숙 (鄭進淑, 1937년 ~ )
  - 매형 : 김흥한 (金興漢, 1924년 ~ 2004년)
  - 누나 : 정선숙 (鄭善淑, 1941년 ~ )
  - 매형 : 김의재 (金義在, 1937년 ~ )
  - 누나 : 정미숙 (鄭美淑, 1942년 ~ )
  - 매형 : 심철 (沈哲, 1940년 ~ )
  - 배우자 : 김덕신 (金德信, 1946년 ~ )
    - 장남 : 정호준 (鄭皓駿, 1971년 2월 19일 ~ )
    - 차남 : 정세준 (鄭世駿, 1980년 ~ )

## 역대 선거 결과
|  | 22.05% |

|  | 42.53% |

|  | 27.10% |

|  | 39.58% |

|  | 53.32% |

|  | 43.01% |

|  | 49.05% |

## 소속 정당
| 소속 정당 | 소속 정당      | 소속 기간 | 비고           |
| --------- | -------------- | --------- | -------------- |
|           | 무소속         | 1977~1978 | 정계 입문      |
|           | 신민당         | 1978~1980 | 입당           |
|           | 무소속         | 1980~1985 | 정당 해산      |
|           | 민주한국당     | 1985      | 입당           |
|           | 무소속         | 1985      | 탈당           |
|           | 신한민주당     | 1985~1987 | 창당           |
|           | 무소속         | 1987      | 탈당           |
|           | 통일민주당     | 1987      | 창당           |
|           | 무소속         | 1987      | 탈당           |
|           | 평화민주당     | 1987~1991 | 창당           |
|           | 신민주연합당   | 1991      | 당명 변경      |
|           | 민주당         | 1991~1995 | 합당           |
|           | 무소속         | 1995      | 탈당           |
|           | 새정치국민회의 | 1995~2000 | 창당           |
|           | 새천년민주당   | 2000~2003 | 합당           |
|           | 무소속         | 2003      | 탈당           |
|           | 열린우리당     | 2003~2007 | 창당 정계 은퇴 |
|           | 대통합민주신당 | 2007~2008 | 합당           |
|           | 통합민주당     | 2008      | 합당           |
|           | 민주당         | 2008~2011 | 당명 변경      |
|           | 민주통합당     | 2011~2013 | 합당           |
|           | 민주당         | 2013~2014 | 당명 변경      |
|           | 새정치민주연합 | 2014~2015 | 합당           |
|           | 더불어민주당   | 2015~2016 | 당명 변경      |
|           | 무소속         | 2016      | 탈당           |
|           | 국민의당       | 2016~2018 | 창당           |
|           | 무소속         | 2018      | 탈당           |
|           | 민주평화당     | 2018~2019 | 창당           |
|           | 무소속         | 2019~2020 | 탈당           |
|           | 대안신당       | 2020      | 창당           |
|           | 민생당         | 2020      | 합당           |
|           | 무소속         | 2020~2022 | 탈당           |
|           | 더불어민주당   | 2022~2023 | 복당           |
|           | 무소속         | 2023~현재 | 탈당           |

## 같이 보기
- 종로구·중구
- 서울 종로구의 국회의원
- 서울 중구의 국회의원
- 중구 (1988년 서울 선거구)